# Mónica Jouvet
Claudia Mónica Jouvet (Buenos Aires, 15 de abril de 1955 - Buenos Aires, 19 de abril de 1981) fue una actriz argentina de televisión, cine y teatro.

## Biografía
Era hija de los actores Maurice Jouvet (1923-1999) y Nelly Beltrán (1925-2007). Tenía dos medio hermanos, hijos de Nelly Beltrán y el cronista deportivo Juan Lejcovich, que viven en Estados Unidos, y dos medio hermanas, Claudia y Sonia, hijas de su padre con otra mujer.

## Carrera
En cine fue destacable su papel en  El profesor tirabombas (1972) como la pícara sobrina de Luis Sandrini; Yo gané el prode... y Ud.? (1973) junto a Adrián Ghio, Érika Wallner y Ricardo Bauleo; Las locuras del profesor (1974) con Carlitos Balá y Raúl Rossi; y Sentimental (réquiem para un amigo) con Sergio Renán en 1981. Trabajó bajo la dirección de grandes como Enrique Carreras, Fernando Ayala, Emilio Vieyra,  Palito Ortega y Sergio Renán. 
En televisión trabajó en programas musicales, infantiles, teleteatros y telenovelas como Catalina... chin pum, Alta tensión por Canal 13, Revistas de revistas, Teatro como en el teatro, Humor a la italiana, Del cuarenta con amor, Supershow infantil (por Canal 9), Hola Pelusa, Alta comedia , y finalmente Un latido distinto.
En teatro brilló en obras como El día que secuestraron al papa, Drácula,  (supershow infantil) y Hay que salvar a los delfines.

## Vida personal
Hasta el momento de su trágica muerte estaba casada con el actor Pablo Alarcón.

## Tragedia y fallecimiento
El 8 de abril de 1981, Jouvet venía en un taxi Renault 12, había salido de interpretar la obra Hay que salvar a los delfines (que realizaba junto con Analía Gadé) y un colectivo de la línea 109 la embistió en Av. Córdoba y Junín (en la ciudad de Buenos Aires). Fue llevada al hospital y estuvo 11 días en coma. El 19 de abril de 1981, Jouvet murió producto de sus heridas. Por el caso fue condenado el conductor responsable por haber transitado con la luz roja. 
Durante el sepelio, su ataúd se mantuvo abierto, dejando una imagen terrorífica y conmovedora. Sus restos descansan en el Panteón de la Asociación Argentina de Actores del Cementerio de la Chacarita. Tenía 26 años.
Tras su muerte, su primer protagónico en la telenovela que estaba realizando en ese momento junto a María Aurelia Bisutti y Carlos Olivieri, Un latido distinto, fue reemplazado por la actriz Mariángeles Ibarreta. En un principio se pensó en llamar a Soledad Silveyra, pero dado que esta cobraría mayor caché se le ofertó a Ibarreta, quien de esta manera también conquistó su primer protagónico en televisión. Sin embargo, a los pocas semanas la tira fue levantada por bajo rating.
Un especial que había grabado Mónica con libro de Nicola Mazzari se decidió postergar. El mismo había sido dirigido por Nino Fortuna Olazábal y el rol que animaba la actriz era el de "Mariela". Otros en el reparto eran Graciela Pal, Carucha Lagorio y Ricardo Bauleo.

## Cine
- 1972: El picnic de los Campanelli
- 1972: El profesor tirabombas, como Laura Menendez.
- 1973: Yo gané el prode... y Ud.?, como Paloma.
- 1979: Las locuras del profesor, como Alicia.
- 1981: Sentimental (Requiem para un amigo), como Laurita.

## Televisión
- 1967: Catalina... chin pum
- 1971: Alta tensión por Canal 13
- 1972: Los Valenti la pegaron
- 1972: Revistas de revistas
- 1973: Teatro como en el teatro
- 1974: La casa, el teatro y usted
- 1974: Humor a la italiana
- 1975: Del cuarenta con amor
- 1978: Nuestro encuentro
- 1979: Supershow infantil (por Canal 9)
- 1980: Hola Pelusa (por ATC)
- 1981: Alta comedia , en el episodio «La novia de los forasteros»
- 1981: Un latido distinto (por ATC)

## Teatro
- 1973: El día que secuestraron al papa
- 1979: Drácula
- 1979: Supershow infantil
- 1981: Hay que salvar a los delfines